# Балка Дубова (притока Вербової)
Балка Дубова — балка (річка) в Україні у Широківському районі Дніпропетровської області. Ліва притока річки Вербової (басейн Дніпра).

## Опис
Довжина балки приблизно 7,71 км, найкоротша відстань між витоком і гирлом — 6,14 км, коефіцієнт звивистості річки — 1,26. Формується декількома струмками та загатами. На деяких ділянках балка пересихає.

## Розташування
Бере початок у селі Новомалинівка. Тече переважно на південний захід і в селі Явдотівка впадає в річку Вербову, ліву притоку річки Висуні.
Населені пункти вздовж берегової смуги: Зелений Став, Казанківка.

## Цікаві факти
- На балці існують газгольдер та декілька газових свердловин[2].